# SAGE (експеримент)
SAGE (англ. Soviet–American Gallium Experiment, радянсько-американський галієвий експеримент) або GGNT (англ. Gallium-Germanium Neutrino Telescope, галій-германієвий нейтринний телескоп) — експеримент з вимірювання потоку сонячних нейтрино, спільно проведений фізиками СРСР і США.

## Експеримент
SAGE було розроблено для вимірювання потоку сонячних нейтрино за допомогою зворотної реакції бета-розпаду, 71Ga {\displaystyle +\nu _{e}\rightarrow e^{-}+} 71Ge. Мішенню в реакції виступали 50-57 тонн рідкого металевого галію, що знаходився на глибині 2100 м під землею в Баксанській нейтринній обсерваторії в горах Кавказу. Приблизно раз на місяць з Ga вилучали напрацьований в реакціях Ge. 71Ge нестійкий до захоплення електронів з періодом напіврозпаду 11,43 днів, і кількість вилученого германію можна визначити за його активністю, виміряною невеликими лічильниками випромінювання.
Експеримент почався з вимірювання швидкості захоплення сонячних нейтрино за допомогою мішені з металевого галію в грудні 1989 року та продовжувався принаймні до 2017 року.
З січня 1990 року до грудня 2007 року було проведено 168 екстракцій, і виміряний потік сонячних нейтрино склав 65.4+3.1
−3.0 (стат.) +2.6
−2.8 (систем.) сонячних нейтринних одиниць, натомість як стандартна сонячна модель передбачає 138 сонячних нейтринних одиниць. Відмінність узгоджується з осциляціями нейтрино.
Для перевірки роботи експериментальної установки використовували 51Cr як джерело нейтрино на 518 кілокюрі. Енергія цих нейтрино подібна до сонячних нейтрино з 7Be і, таким чином, ідеально перевіряє експериментальний прилад. Екстракції для експерименту з Cr відбувалися з січня по травень 1995 року, а підрахунок проб тривав до осені. Результат, виражений як відношення виміряної продуктивності до очікуваної, становить 1.0±0.15. Це вказує на те, що невідповідність між передбаченнями сонячної моделі та вимірюванням потоку SAGE не може бути експериментальним артефактом. Також виконали калібрування з джерелом нейтрино 37Ar.

## BEST
У 2014 році галієво-германієвий нейтринний телескоп експерименту SAGE було модернізовано для проведення експерименту з нейтринних осциляцій з дуже короткою базою BEST (англ. Baksan Experiment on Sterile Transitions, Баксанський експеримент зі стерильних переходів) з інтенсивним штучним джерелом нейтрино на основі 51Cr. У 2017 році апарат BEST добудували, але спочатку бракувало штучного джерела нейтрино. В 2018 рік експеримент BEST вже тривав і розглядався наступний експеримент BEST-2, де джерело буде змінено на 65Zn. У червні 2022 року експеримент BEST опублікував дві статті, в яких спостерігався дефіцит 20-24% в утворенні ізотопу германію, очікуваного в результаті реакції 71Ga {\displaystyle +\nu _{e}\rightarrow e^{-}+} 71Ge, що узгоджувалось з моделлю стерильних нейтрино.

## Керівники SAGE
На чолі SAGE стояли такі фізики:
- Володимир Гаврін (керівник експерименту станом на 2017 рік)
- Георгій Зацепін[ru] (ОІЯІ, Росія)
- Томас Боулз[en] (Лос-Аламос, США)